# Acerinox
Acerinox é a maior produtora de aço inoxidável do mundo, e está sediada em Espanha. A empresa foi fundada em 1970 e recebeu suporte técnico inicial da empresa japonesa Nisshin Steel. A Nisshin detém aproximadamente 15% da Acerinox (Abril de 2010).

## Empresas e fábricas

### Espanha
- Fábrica del Campo de Gibraltar (Los Barrios)

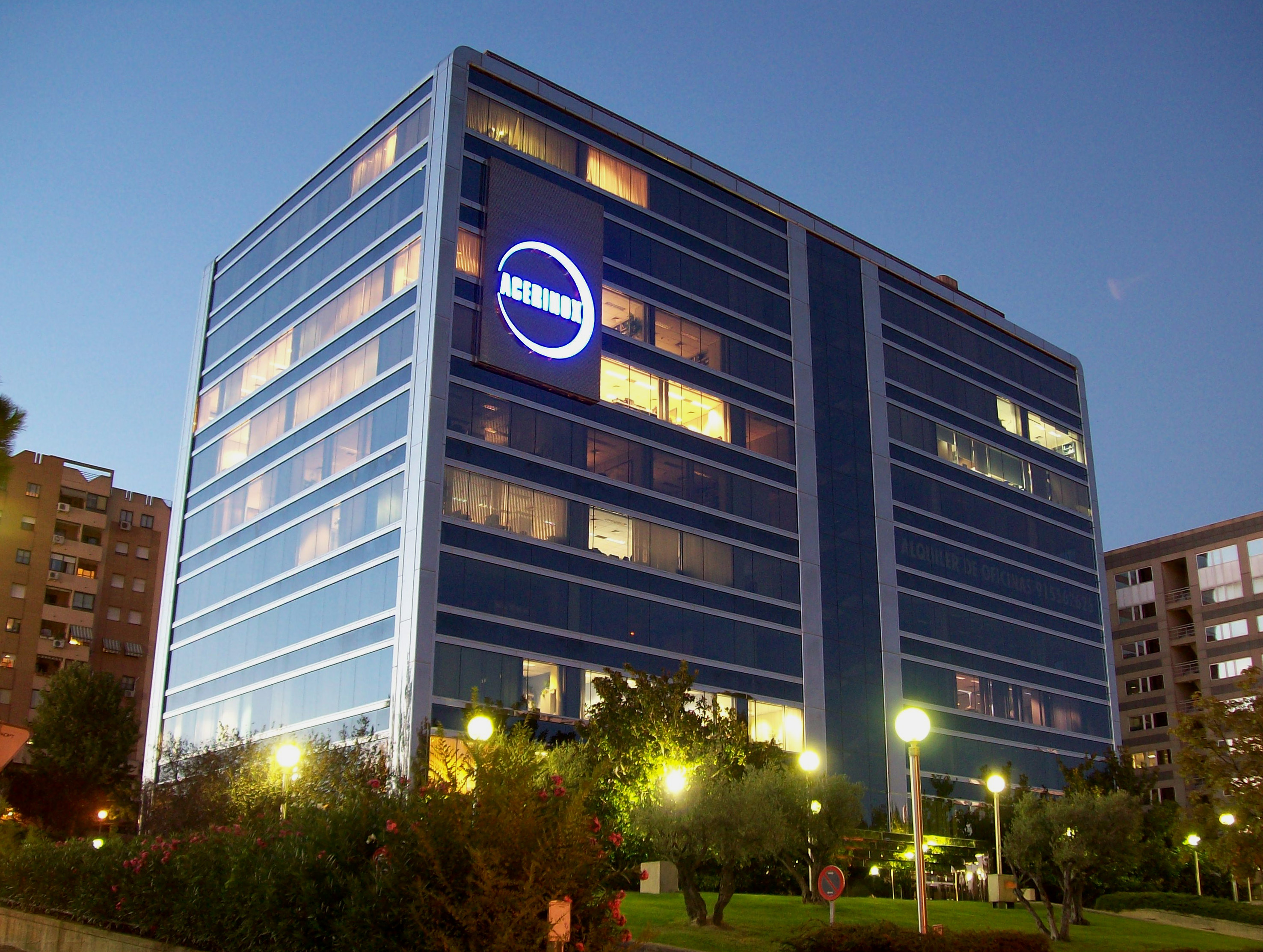
Sede central (Madrid).

- Roldan SA
- Inoxfil SA
- Inoxcenter SA
- Inoxidables de Galicia SAU
- Metalinox Bilbao SA
- Inoxmetal SA
- Acimetal
- Alamak Espana Trade SL
- Inoxcenter Canarias SA

### Europa
- Acerol - Comércio e Indústria de Aços Inoxidáveis (Portugal)
- Acerinox France (França)
- Acerinox UK Ltd (Reino Unido)
- Acerinox Scandinavia AB (Suécia)
- Acerinox Norway (Noruega)
- Acerinox Benelux (Bélgica)
- Acerinox Deutschland (Alemanha)
- Acerinox Schweiz SA (Suiça)
- Acerinox Italia SRL (Itália)
- Acerinox Polska (Polónia)
- Betinox Turquía (Turquia)

### Resto do mundo
- Columbus Stainless (África do Sul)
- Bahru Stainless (Malásia)
- North American Stainless (Estados Unidos)
- Acerinox Argentina
- Acerinox Chile
- Acerinox Shangai (china)
- Acerinox Pacific (Hong Kong)
- Acerinox Tokyo (Japão)
- Acerinox India (Índia)
- Acerinox Australasia (Austrália)
- NAS Mexico (México)
- Acerinox Colombia (Colômbia)
- Acerinox Peru
- Acerinox Brasil